# Bitva v Ardenách
Bitva v Ardenách (též bitva o výběžek – Battle of the Bulge) je souhrnný název, který se používá pro označení německé protiofenzívy a její následné eliminace v prosinci 1944 až lednu 1945 na západní frontě. Jednalo se o předposlední pokus nacistického Německa zvrátit průběh války. Poslední ofensivní operace byla Operace Jarní probuzení.

## Jméno
Německé kódové označení celé operace bylo Stráž na Rýně (Wacht am Rhein), v anglosaském světě se prosadily názvy bitva o výběžek (battle of Bulge), zimní válka (Winter War, nezaměňovat se Zimní válkou, kde se střetlo Finsko se SSSR) a Rundstedtova ofenziva. Poslední jméno má pro znalce poněkud humorný nádech – Rundstedt strašlivě zuřil, že po něm byla nepřítelem pojmenována ofenziva, kterou zarputile odmítal a které de facto ani nevelel, byť formální velitel, působil jen jako prostředník mezi Hitlerem a svými podřízenými. Skutečnými hlavními plánovači a veliteli ofenzívy byli Adolf Hitler, Walter Model a Hasso von Manteuffel.

## Pozadí bitvy

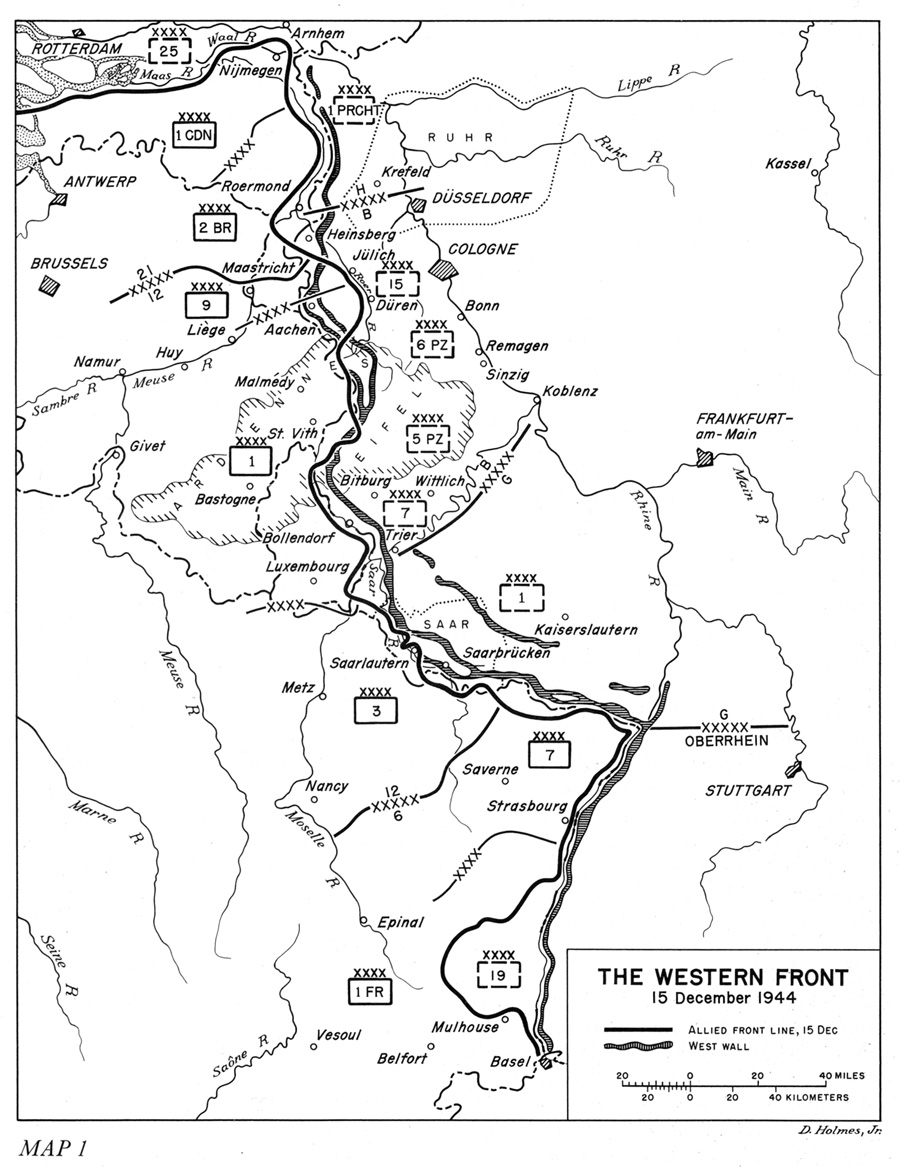
Situace na západní frontě 15. prosince 1944.

Ke konci léta 1944 se situace Německa začínala stávat kritickou. Říše byla donucena bojovat na dvou frontách současně a rozdělovat tak své omezené zdroje. Na východní frontě převzali již dávno Sověti iniciativu a postupně zatlačovali Němce z dobytých území k hranicím říše. Na západní frontě byla po vylodění Spojenců 6. června 1944 v oblasti Normandie v operaci Overlord vytvořena druhá fronta, která přinutila Němce přejít do defenzivních bojů. Ohromná materiální převaha spojenců a letecká nadvláda nad územím umožňovala po vytvoření nástupiště rychlý postup do centrálních částí Francie a k osvobození Paříže (25. srpna 1944). Po rychlé porážce Němců ve Francii začali Spojenci nabývat pocitu, že válka rychle skončí. Předpokládali, že německá armáda je na pokraji kolapsu a že Německo již nemá dostatečné síly na převzetí iniciativy a na protiútok.
Hitler byl ale jiného názoru. Nehodlal se smířit s defenzivní rolí a s převálcováním spojeneckou materiální převahou, ale chtěl se pokusit o protiofenzivu, která by zvrátila průběh války. Z pohledu Německa nemělo cenu podnikat protiofenzivu proti Rusku v čele se silnou Rudou armádou a ohromným průmyslovým zázemím. Němci nemohli očekávat, že úspěšná protiofenziva by rozdrtila Rusy nebo že by se podařilo s nimi vyjednat příměří, a tak se Hitler zaměřil na západ. Podle jeho mínění[zdroj?] po úspěšném útoku a zatlačení Spojenců nastane výhodná doba pro vyjednávání o možném míru, skončení bojů na západě a přípravám na boj se společným nepřítelem Německa i Západu, a to s komunistickým Sovětským svazem. Německá generalita dále viděla výhody útoku na západ ve stále se prodlužujících zásobovacích liniích Spojenců, které přinášely značné problémy v logistice (přísun materiálu, záloh, posil).
Údajně 16. září 1944 dostal Hitler inspiraci na konferenci o západní frontě při pohledu na operační plán, když nastínil svůj plán na protiofenzivu v zalesněné oblasti Arden. Konečným cílem mělo být město Antverpy. Náhlý útok měl být veden ze zalesněné oblasti, která byla velmi obtížně průchodná pro těžkou techniku, nacházela se na pomezí mezi americkou a britskou armádou s oslabenou obranou. Ke všemu bylo zvoleno velmi výhodné načasování na zimní měsíce, kdy Spojenci nebudou moci využít své letecké převahy a kdy bude většina spojenecké armády na vánoční dovolence. Německá generalita předpokládala, že je větší pravděpodobnost špatného počasí a přízemních inverzí, které znemožní úspěšné nasazení letectva pro napadání útočných německých kolon, zásobovacích jednotek a frontových útvarů. Datum okolo Vánoc navíc zapříčinilo, že část velícího sboru nebyla v době vypuknutí útoku v oblasti. Úspěšný postup na Antverpy by přetrhal spojení mezi 21. skupinou armád polního maršála Montgomeryho v Belgii a Holandsku a zbytkem armády generála Eisenhowera. Kdyby se tento smělý plán podařil, mohlo být podle Hitlera zničeno až 20 spojeneckých divizí. Plán dostal označení „Wacht am Rhein“ (Stráž na Rýně) v rámci oklamání nepřítele.
Po celý měsíc vytvářel Hitler svůj plán uzavřen ve svém vlastním světě odtržen od každodenní reality. Německý průmysl sice v roce 1944 produkoval nejvíce vojenského materiálu, ale stejně nebyl schopen konkurovat spojeneckému potenciálu. Před začátkem ofenzivy tak stále neměl Wehrmacht dostatek sil pro útok v požadovaném rozsahu. Na německé straně bylo před útokem k dispozici přibližně 970 tanků pro první úder a 450 tanků pro rozvinutí útoku (němečtí velitelé udávají ještě menší číslo – asi 800 strojů s tím, že německé jednotky nebyly na plných počtech). Německé letectvo Luftwaffe se nacházelo v troskách a k dispozici bylo jen 1000 stíhacích bombardérů. Oproti tomu Spojenci disponovali ohromnými zálohami, což se projevilo i například tím, že již 4. den po útoku byli Američané schopni zdvojnásobit počty svých vojáků na 180 tisíc mužů ve zbrani. Hitler původně vybral pro začátek operace 25. listopad, ale po přesvědčování generálů souhlasil a posunul datum operace na 10. prosince a později až na 16. prosince, což mělo jeho jednotkám dát více času na přesun k frontě a přípravám na útok. Změnil se také název operace z Wacht am Rhein na Herbstnebel (Podzimní mlha). Pro doplnění nutno zmínit, že celá generalita byla proti Hitlerovu plánu, shledávala ho nereálným. Německo v té době již nemělo dostatečné lidské ani materiální zásoby (včetně paliva) pro tak rozsáhlou operaci, jakou byl plán Podzimní mlha. Plán proto předpokládal velké využívání spojeneckého materiálu (palivových stanic, benzinu, muničních skladů atd.), který bude získán během postupu německých jednotek.

## Teoretický plán

Cíl německé ofenzívy a skutečný postup

Podle plánu měla nově zformovaná 6. tanková armáda SS pod velením SS-Oberstgruppenführera Josefa Dietricha a 5. tanková armáda Hasso von Manteuffela s podporou 7. armády generála Ericha Brandenberga prorazit americké obranné pozice. Tanky měly prorazit frontu o šířce 150 kilometrů od města Monschau na severu po Echternach na jihu. 6. tanková divize měla tvořit pravé křídlo, 5. tanková křídlo levé a od jihu měla krýt úder 7. armáda. Hitler předpokládal, že za příznivého počasí, kdy nebudou spojenecká letadla moci vzlétnout, dosáhnou jeho tanky břehů řeky Mázy za dva dny. Po překonání řeky měla 6. tanková armáda postupovat na Antverpy a 5. tanková divize postupovat přes Brusel k přístavnímu městu na březích La Manche.
Hitlerův plán pod krycím názvem Operace Grief předpokládal vysazení řady diverzantů za frontovou linii. Diverzanti, oblečení do spojeneckých uniforem a hovořící perfektně anglicky, měli vnášet zmatky do spojeneckých přesunů, vyřazovat spojení, zaměňovat ukazatele na křižovatkách atd. Úkolem vést diverzní útok byl pověřen SS-Obersturmbannführer Otto Skorzeny, který dokázal osvobodit Mussoliniho po pádu jeho režimu v roce 1943. Mezi jeho další úkoly mělo patřit i vyslání malých motorizovaných jednotek k mostům přes Mázu. Tyto jednotky měly za úkol mosty obsadit a udržet je do příjezdu německých čelních jednotek. Množství německých vojáků bylo před útokem vysazeno za spojeneckými liniemi.
6 dní před začátkem ofenzivy 10. prosince přenesl Hitler svůj hlavní stan z Vlčího doupěte do Orlího hnízda (Adlershorst) v pohoří Taunus poblíž Bad Nauheimu v Porýní, odkud chtěl osobně řídit průběh nadcházející bitvy.
V listopadu zaútočili Američané na tzv. Západní val (sérii opevnění), kterou se jim podařilo prolomit severně od Arden. Následoval rychlý postup na Aachen (Cáchy), které se staly prvním větším dobytým německým městem. Operace na obou křídlech Ardenského sektoru byly prováděny slabými, nezkušenými a neúplnými americkými jednotkami 12. skupiny armád generála Omara Bradleyho. 129 kilometrů dlouhý úsek v Ardenách bránily jen čtyři divize amerického VIII. sboru generálmajora Troye Middletona. Vlivem špatné práce spojenecké výzvědné služby nebyl tento sektor považován za důležitý. V sektoru se tedy nacházely pouze 28. a 4. divize, které zde byly na zotavení po těžkých bojích, a 106. pěší a 9. obrněná divize, které se ještě nezapojily do žádných bojů.

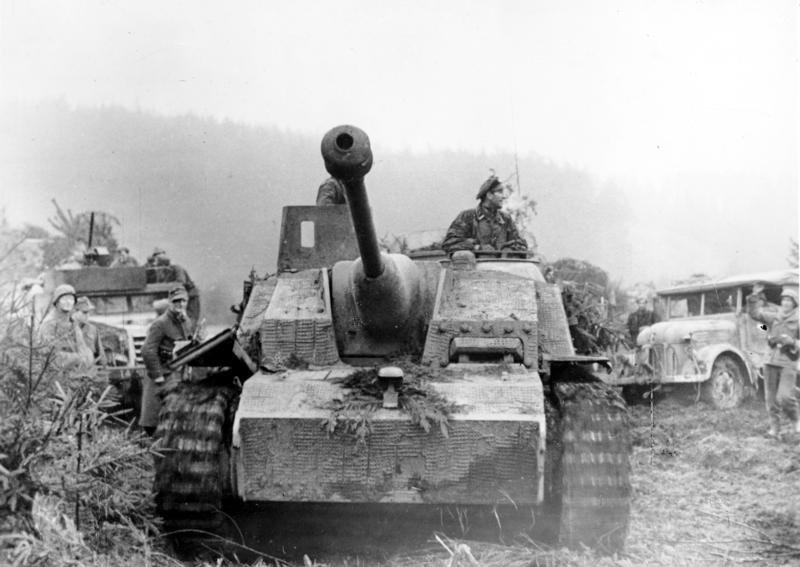
Německé samohybné dělo

I přes rostoucí množství informací o kumulaci německých vojsk na belgicko-lucemburské hranici nebyla do oblasti přesměrována žádná další pomoc. Eisenhowerův zpravodajský štáb špatně odhadl německé záměry, když se domníval, že se bude jednat o nevýznamný protiútok v oblasti obsazených Cách.
Nutno ovšem dodat, že postoj Spojenců byl pochopitelný. Německo nemělo dost sil k provedení nebezpečné ofenzivy v jakémkoliv sektoru, mohlo dosáhnout pouze dočasné převahy a i to pouze za cenu neospravedlnitelného oslabení ostatních důležitých úseků fronty. Hitlerův plán velkého útoku tedy dosáhl momentu překvapení zejména proto, že byl naprosto iracionální, nesmyslný a neuskutečnitelný. Stejný názor zastávali koneckonců nejen Američané a Britové, ale i Němci. Proti plánu opakovaně protestovali oba hlavní stratégové, kteří jej měli doladit a provést (maršál Model a maršál Rundstedt). Oba jej považovali za zcela nesmyslný hazard, který nemá sebemenší šanci na jakýkoliv rozumný výsledek a musí nutně vyústit v strašlivé ztráty. Naději si podrželi pouze někteří z polních velitelů, i ti však museli nakonec pod tlakem okolností vystřízlivět.
Rundstedt se po válce vyjádřil takto: Byl jsem šokován. Hitler mne vůbec nekonzultoval ohledně možností plánu. Bylo mi jasné, že dostupné síly jsou na tak mimořádně ambiciózní plán až příliš nedostatečné. Model byl téhož názoru. Ve skutečnosti žádný voják nevěřil, že cíl dospět k Antverpám je v praxi proveditelný.
Dalším problémem bylo absolutně nedostatečné zásobování palivem. Už podle plánů bylo na hranici, ovšem OKW je stanovilo podle tabulek udávajících potřebu paliva k přesunu, ačkoliv je polní velitelé i Rundstedt upozorňovali, že pro boj v zasněžené krajině může jeho spotřeba vzrůst až šestinásobně a že je bezpodmínečně třeba minimálně dvojnásobku, má-li zde být šance na úspěšný dlouhodobější postup.

## Ofenzíva

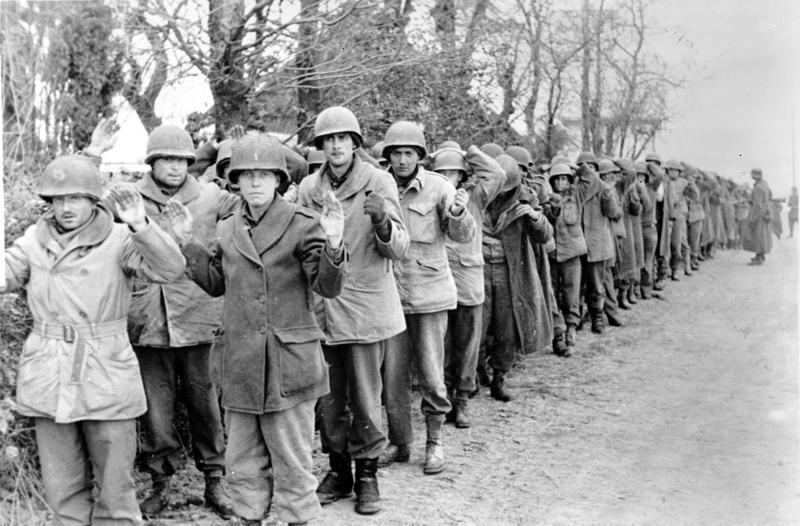
Američtí zajatci v prosinci 1944

Útok začal 16. prosince 1944 v 5:35 hodin ráno, kdy zataženou oblohu rozzářila mohutná dělostřelecká příprava 2 000 německých děl, která měla za úkol vytvořit palebnou přehradu pro postupující německé jednotky. Američané byli absolutně zaskočeni počátkem a místem útoku. Hitlerovy diverzní jednotky sice neměly takový úspěch, jaký předpokládal plán a podstatná část diverzantů byla rychle dopadena a později byla část zajatých postavena před popravčí četu bez soudu a zastřelena (běžné zacházení se špióny), ovšem jejich nasazení i tak způsobilo velký zmatek a do jisté míry Spojence paralyzovalo. Američané po objevení prvních diverzantů začali provádět masové kontroly, každé auto bylo zastavováno a všichni včetně velitelů byli podrobováni dotazům na podrobnosti z amerického způsobu života. Kontroloři byli ovšem natolik důslední, že jen v prvních dvou dnech zatkli třikrát víc mužů, než kolik bylo skutečně diverzantů (mnozí britští důstojníci toho o americkém způsobu života věděli asi tolik, co Němci, a koneckonců i některým Američanům dělalo potíže vyjmenovat správně vítěze deseti posledních ročníků nejvyšší americké baseballové soutěže). Obavy z hrozby atentátu navíc částečně paralyzovaly štáby nejvyšších velitelů. Velkou výhodou Němců se v prvních dnech stalo počasí, které znemožnilo Spojencům nasadit proti německým kolonám letectvo nebo alespoň zajistit strategické informace o velikosti útoku. Ovšem v okamžiku, kdy se počasí zlepšilo, bylo rozhodnuto. Spojenecké letectvo rychle získalo drtivou převahu.
Během prvního dne se německým jednotkám podařilo místy prorazit spojenecký odpor a postoupit, což umožnilo vytvořit německý klín až do hloubky 80 kilometrů. Jednotky německé 5. tankové armády se probojovaly přes pozice americké 28. a 106. divize a postupovaly dál na cílové místo. Ze všech německých jednotek se dokázaly probojovat nejblíže k cíli. Dostaly se dokonce až k Celles (Cele-dilé-Dinant) v provincii Namur ve Valonsku v Belgii, pouhých 10 kilometrů od řeky Mázy (Maas). Během rychlého postupu Němců však byla vytvořena obklíčená oblast Spojenců v prostoru strategické křižovatky silnic u městečka Bastogne. Strategické místo bránilo vytvoření zásobovací trasy postupující 5. tankové armády a vázalo další útočné jednotky Němců.

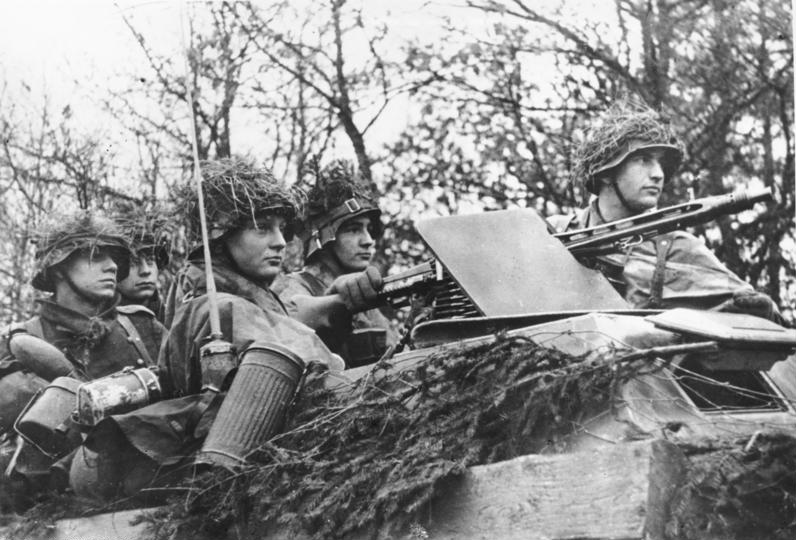
Němečtí vojáci v transportéru

Oblast Bastogne statečně bránili příslušníci 101. vzdušné výsadkové divize pod vedením amerického generála Anthonyho McAuliffa, kteří ji dokázali v náporu německých útoků udržet. V odříznutém městě dokázali výsadkáři bez dodávek munice, zásob, materiálu a záloh odrážet německé útoky. Němci dokončili obklíčení Bastogne 20. prosince. Po obklíčení započala nemilosrdná palba německých děl a útoky zbytku Luftwaffe. Díky leteckému zásobování 101. divize při vhodném počasí se její příslušníci dokázali udržet až do doby vyproštění 101. výsadkové divize 4. obrněnou divizí generála Pattona. Samotné prolomení proběhlo útokem tří amerických kolon na německou 5. parašutistickou divizi jižně od města. Bojové velitelství R4 podporované 94. obrněným dělostřeleckým plukem a 37. tankovým praporem postupovalo na Bastogne. Od 4:45 26. prosince byly německé pozice pod těžkou spojeneckou palbou. Po skončení palby následoval tankový útok na vesnici Assenois, který skončil úspěchem a rozdrcením německé posádky. Později toho dne bylo Bastogne osvobozeno z obklíčení. Boj o město stál životy 12 000 německých vojáků a 3 900 Američanů. Bylo zničeno 150 obrněných vozidel na americké straně a 200 na německé. (Nikdo ze 101. výsadkové divize nikdy nepřiznal, že potřeboval zachránit z obklíčení v Bastogne.)
Na jižním křídle německého postupu byla 7. armáda zastavena, aniž by se jí podařil větší průlom do spojeneckých linií. Podobná situace se odehrála i na severním křídle 6. tankové armády SS. Tanková armáda se nedokázala dostat přes Elsenbornský hřeben, i když některé její části postoupily do značných hloubek. Materiální situace 6. tankové armády byla žalostná převážně po stránce paliva a narůstajícího odporu Spojenců. Tankisté SS byli 19. prosince stále ještě daleko od svých cílů, kterých měli dosáhnout již 17. prosince. Vedoucí německý generál Gerd von Rundstedt navrhoval tedy Hitlerovi přesunout jednotky SS do sektoru 5. tankové armády, kde by mohly podpořit mnohem úspěšnější útok. Spojenečtí vojáci před postupujícími Němci zapalovali tankovací stanice, ničili muniční sklady, znehodnocovali zásoby a další.

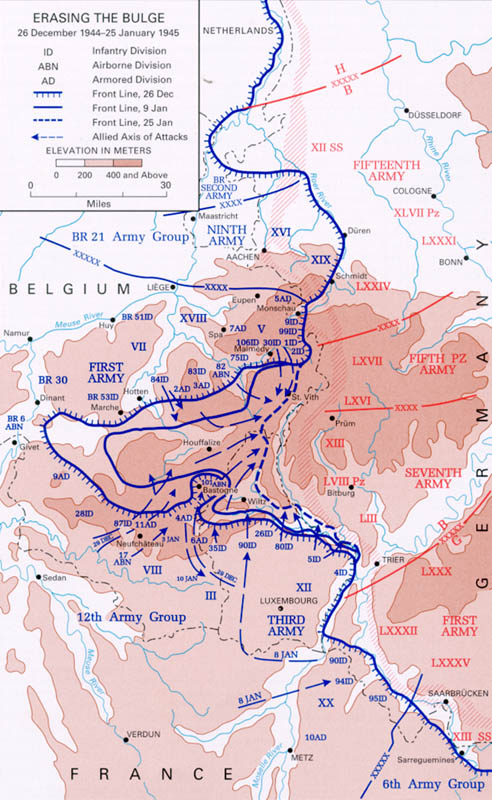
Likvidace výsledků německého postupu

19. prosince proběhlo setkání spojeneckých generálů pod patronací generála Eisenhowera ve Verdunu. Na poradě bylo rozhodnuto o přeložení útoku Pattonovy 3. armády z východu na sever a zahájení přesunu o 250 kilometrů do výchozích pozic k útoku na levém křídle výběžku. 20. prosince byly zmobilizovány veškeré možné spojenecké jednotky v oblasti a nasazeny proti 17 německým divizím. Bylo přerozděleno velení mezi spojeneckými veliteli. Jižní části fronty velel generál Bradley a severní oblasti maršál Montgomery, který dostal část Bradleyho jednotek k velké nelibosti amerického generála.
21. prosince zaznamenala německá strana jeden z posledních úspěchů, když se po urputných bojích podařilo vypudit americkou 7. obrněnou divizi brigádního generála Roberta Hasbroucka z městečka St. Vith. Von Rundstedtovi bylo již tehdy jasné, že Němci nemají více síly na další postup, a proto druhého dne požádal Hitlera o stažení jednotek. Hitler ale nesouhlasil a trval na nasazení strategických záloh a oživení skomírajícího útoku. Jediným výsledkem ale bylo pouze několik dalších dní zbytečných bojů, množství zmařených životů a vyčerpání německých záloh. V následujících dnech se vyjasnila obloha, což Američanům a Britům umožnilo nasadit letectvo. Oslabená Luftwaffe nemohla zabránit Spojencům v napadání zásobovacích jednotek a postupujících kolon, což začalo působit Němcům značné ztráty.
24. prosince měli již Spojenci v sektoru 32 divizí, které začaly na německé pozice velmi tvrdě útočit a zatlačovat Němce zpět. Von Rundstedt i Manteuffel znovu žádali Hitlera, aby mohli své jednotky stáhnout, avšak Hitler to naprosto odmítal povolit, což vedlo k tomu, že německý ústup, který se mohl obejít bez větších ztrát, byl vykonán až pod bezprostředními údery nepřítele a za zničení podstatné části německých sil. Rundstedt to nazval druhým Stalingradem.
Spolu s pozemním útokem Němci připravovali i letecký úder na letecké základny Spojenců. I když byla pozemní ofenzíva již zastavena, byl 31. prosince vydán rozkaz k provedení operace Bodenplatte následujícího dne v 9:20. 1. ledna 1945 tak Luftwaffe uskutečnila svůj poslední velký úder na západní frontě, který byl zároveň labutí písní německé ofenzívy v Ardenách.

## Výsledek bitvy

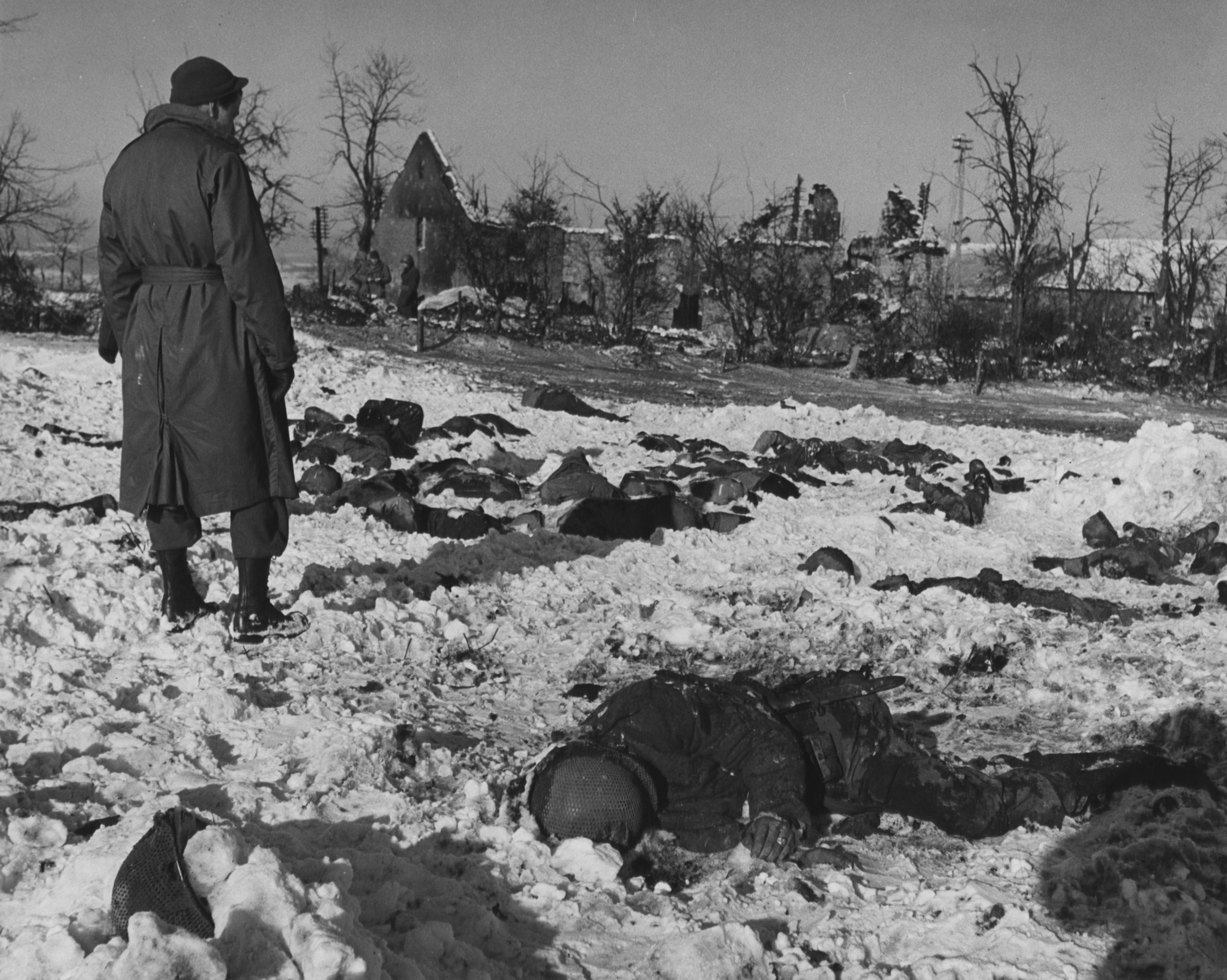
Pohled na oblast Malmédského masakru

Počátkem ledna 1945 se Spojencům podařilo vrátit hranice linií přibližně do oblasti, kde byly před zahájením ofenzivy. Marný německý pokus zvrátit výsledek na západní frontě stál německou stranu minimálně 67 461 mužů, Američané přišli minimálně o 80 987 mužů a Britové o 1 408. Materiální ztráty byly na obou stranách obrovské, ale oproti Němcům mohli Američané ztráty rychle nahradit. Ofenziva na jedné straně na několik měsíců zpomalila spojenecký postup na západní frontě, na druhé straně ale vedla k naprostému vyčerpání Německa, které se již do konce války v květnu 1945 nepokusilo na západní frontě o žádnou významnou útočnou protiakci.
V boji byly nasazeny nové zázračné zbraně Německé říše, bohužel pro Němce přišlo jejich nasazení příliš pozdě a v malém měřítku, takže nemohly významně ovlivnit situaci na frontě. Spojenecká početní převaha tyto moderní zbraně převálcovala. V boji se například objevil první proudový stíhač s označením Messerschmitt Me 262, který létal rychlostí až 896 km/h, dále například nejtěžší tank své doby PzKpw VI Tiger II či nejtěžší sériově vyráběné obrněné vozidlo, stíhač tanků JgdPz VI Jagdtiger.
Po znovudobytí Ardenské oblasti se začala objevovat strašlivá mementa německého postupu. Německé jednotky byly podle Peipera instruovány, aby zbytečně nebraly zajatce.[zdroj⁠?!] Pokud to tak bylo, většina velitelů tuto instrukci ignorovala.[zdroj⁠?!] Jedinou jednotkou, která se během ofenzivy systematicky chovala tímto způsobem, byla právě Peiperova,[zdroj⁠?!] která spáchala mimo jiné i tzv. Malmédský masakr, během něhož došlo k povraždění několika desítek zajatých amerických vojáků. Když ho spojenečtí vojáci objevili, byl okamžitě zveřejněn, což mělo za následek zvýšení nenávisti vojáků vůči Němcům.

## Bitva v moderní kultuře
Bitva v Ardenách se stala námětem pro mnohé filmy, počítačové hry a knihy. Za mnohé připomeňme filmy Přežili jsme Ardeny, část seriálu Bratrstvo neohrožených, Bitva v Ardenách a mnohé další. Mezi hrami například Call of Duty a zejména Call of Duty: United Offensive a také strategická hra 1944: Bitva v Ardenách (v originále 1944: Battle of the Bulge). Mezi knihami Hlídka v Ardenách a Ardeny: Operace Litice. Dále se stala námětem pro píseň "Screaming Eagles" od švédské skupiny Sabaton.
Během bitvy v Ardenách byl zajat Kurt Vonnegut, své zážitky začlenil do románu Jatka č. 5.